# Breznica pri Žireh
Breznica pri Žireh este o localitate din comuna Žiri, Slovenia, cu o populație de 42 de locuitori.